# ネスタ・カーター
ネスタ・カーター（Nesta Carter, 1985年10月11日 - ）は、ジャマイカの陸上選手。専門は短距離走。2007年世界陸上選手権の4×100mリレーで銀メダルを獲得した。2008年の北京オリンピック男子4×100mリレーではマイケル・フレイター、ドワイト・トーマス、アサファ・パウエルと共に予選で16チーム中2位となる38秒31で決勝に進出した。決勝ではトーマスに代わりウサイン・ボルトが加わり、当時世界新記録となる37秒10で金メダルを獲得していた。しかし、北京オリンピックでのドーピング再検査でカーターのA検体、予備のB検体ともに陽性反応が出たと報じられ、2017年1月、国際オリンピック委員会はカーターを失格処分とし、ジャマイカの北京五輪の金メダルを剥奪した。2021年、カーターはドーピング検査において2012年に続き2度目となる陽性を示した。カーターによると、病気を患ったことにより服用をした薬にドーピングで陽性を示す成分が含まれていたという。
同年8月、カーターは「陸上競技よりも病気を完治させることに専念する」として、引退を表明した。

## 主な実績
| 種目  | 大会                               | 記録      | 結果   | 日時      | 風       | 場所                       |
| ----- | ---------------------------------- | --------- | ------ | --------- | -------- | -------------------------- |
| 200m  | 世界ジュニア陸上競技選手権大会     | 21秒24    | 準決勝 | 2004/7/15 | +0.3 m/s | イタリア、グロッセート     |
| 400mR | 世界ジュニア陸上競技選手権大会     | 39秒90    | 予選   | 2004/7/17 | （3走）  | イタリア、グロッセート     |
| 100m  | 世界陸上競技選手権大会             | 10秒28    | 準決勝 | 2007/8/26 | +0.1 m/s | 日本、大阪                 |
| 400mR | 世界陸上競技選手権大会             | 37秒89 NR | 2位    | 2007/9/1  | （3走）  | 日本、大阪                 |
| 100m  | ISTAFゴールデンリーグ              | 10秒08    | 優勝   | 2008/6/1  | +0.8 m/s | ドイツ、ベルリン           |
| 100m  | IAAFワールドアスレチックファイナル | 10秒07    | 2位    | 2008/9/13 | +0.4 m/s | ドイツ、シュトゥットガルト |
| 60m   | 世界室内陸上競技選手権大会         | 6秒72     | 7位    | 2010/3/13 |          | カタール、ドーハ           |
| 100m  | 世界陸上競技選手権大会             | 10秒95    | 7位    | 2011/8/28 | -1.4 m/s | 韓国、大邱                 |
| 400mR | 世界陸上競技選手権大会             | 37秒04 WR | 優勝   | 2011/9/4  | （1走）  | 韓国、大邱                 |
| 60m   | 世界室内陸上競技選手権大会         | 6秒54     | 2位    | 2012/3/10 |          | トルコ、イスタンブール     |
| 400mR | オリンピック                       | 36秒84 WR | 優勝   | 2012/8/11 | （1走）  | イギリス、ロンドン         |
| 100m  | 世界陸上競技選手権大会             | 9秒95     | 3位    | 2013/8/11 | -0.3 m/s | ロシア、モスクワ           |
| 400mR | 世界陸上競技選手権大会             | 37秒36    | 優勝   | 2013/8/18 | （1走）  | ロシア、モスクワ           |
| 60m   | 世界室内陸上競技選手権大会         | 6秒57     | 7位    | 2014/3/8  |          | ポーランド、ソポト         |
| 400mR | 世界リレー                         | 37秒77    | 優勝   | 2014/5/25 | （1走）  | バハマ、ナッソー           |
| 400mR | IAAFコンチネンタルカップ           | 37秒97    | 優勝   | 2014/9/13 | （3走）  | モロッコ、マラケシュ       |
| 400mR | 世界リレー                         | 37秒68    | 2位    | 2015/5/2  | （1走）  | バハマ、ナッソー           |
| 400mR | 世界陸上競技選手権大会             | 37秒36    | 優勝   | 2015/8/29 | （1走）  | 中国、北京                 |

## 自己記録
- 50m：5秒67（ 2012年1月28日）
- 60m：6秒49（ 2012年2月18日）
- 100m：9秒78（+0.9+m/s）（2010年8月29日、世界歴代8位）
- 200m：20秒25 （+1.6 m/s）（2011年5月7日）
- 400mリレー：36秒84（2012年8月11日、世界記録、第1走者）